# Serafín Marín
Serafín Serrano Marín (Montcada i Reixac, 5 de maig de 1983), conegut com a Serafín Marín, és un torero català.
Debutà amb cavalls el 10 de febrer de 2001, a Recas, Toledo, compartint cartell amb José Manuel Piña i Jarocho. Tomà l'alternativa a La Monumental de Barcelona, la vesprada del 4 d'agost de 2002, amb braus de Villamarta i amb El Califa com a padrí i Alfonso Romero com a testimoni. Tomà la confirmació el 9 de març de 2003, amb braus de Martín Lorca, amb Curro Vivas de padrí i Iván Vicente de testimoni. Actualment és el torero més representatiu de Catalunya, a més de Finito de Córdoba, nascut a Sabadell.
Serafín Marín va defensar les curses de braus a Catalunya abans de la votació sobre la prohibició al Parlament de Catalunya fent el paseíllo a La Monumental i a Las Ventas de Madrid amb la senyera com a capote i la barretina com a montera.